# トーマス・ウィルフレッド・シャープ
トーマス・ウィルフレッド・シャープ（Thomas Wilfred Sharp、1901年 - 1978年）は、イギリスの都市計画家。都市理論家。もともとは測量技師で、一時期オックスフォードに拠点を置く都市コンサルタントを主宰していた。その後ガイド編集の仕事から　1936年の「イギリスのパノラマ」、1937年、「タウンプランニング」を出版し名声を得る。
イングランドのビショップ・オークランド (Bishop Auckland) で生まれる。地方の中学校に通ったあと、自治区の測量業務を4年間従事。 のちに南部、西ランカシャー・レジオナル・アドヴァイザリー・グループの地域計画担当アシスタントをつとめる。しかし保守的な業務形態に立腹して辞職して、2年間無職ですごす。
その後はオックスフォードに拠点を置く都市コンサルタントを主宰するが、妥協しない性格が災いし業務を得るのに難航する。開いた時間は詩と小説に費やすが、それらはだいたい未発表のままであった。
その後紀行文を書くために視察旅行を実施。1932年、「タウンとカントリーサイド」として発表する。1936年には、ダラム建築大学出版から「イギリスのパノラマ」を出版。また1937年、ノーザンバーランドへのフェーバーガイドを編集した有名な「タウンプランニング」を出版、25万部が発行された。
1946年には名著「ビレッジ」を発表。都会の風景に関する概念から農村に対する新しい風景概念をダラム、オックスフォード、エクセター、ソールズベリー、チチェスターなどイギリスの歴史的なゆかりのある町と都市の分析が秀逸で、それらの都市別々の特性によって町を生かすという観念は新たな田園都市運動とみられ、この本がイギリスでの農村風景の保全に関する示唆を与えることになる。1968年、「タウンとタウンスケープ」という本を出版。